# Falun og Kopparbergslagen
Falun og Kopparbergslagen er et svensk verdensarvsområde, som omfatter det historiske industrilandskab omkring Falun og Kopparberget i Dalarna.
Falun og Kopparbergslagen blev optaget på UNESCOs Verdensarvsliste i 2001. Motiveringen lød:
| Citat | Det historiske industrilandskab omkring Falun og Store Kopparberget udgør et af de vigtigste områder for minedrift og metalproduktion. Minedriften ophørte i slutningen af 1900-tallet, men har gennem mange århundreder haft en stærk indflydelse på den tekniske, økonomiske, sociale og politiske udvikling i Sverige og Europa. | Citat |
|       | |       |

Området er delt i tre: byen, minen og minearbejderbygningerne. 
- Minen er den centrale del af virksomheden og kan spores til 700-tallet. Brydningen af kobbermalm var meget vigtig, især i 1600-tallet og 1700-tallet, hvor Falun var Sveriges næststørste by. Kobbermalmen blev eksporteret til det meste af Europa.

Minearbejderbygninger er smukt udsmykkede bygninger; herunder bygningen Gamle Staberg restaureret til et typisk baroktræhus.

## Galleri
- Store sprængning.
- Besøgsskakten, gruvmuseet og Stiftelsen Stora Kopparbergets kontor.
- Hult bergsmansgård i verdensarvsområdet nær søen Varpan.
- Falu vitriolverk ved Falu gamle herregård.
- Falu koppar- och zinkverk ved Falu gamle herregård.
- Faluåns kraftstation ved Falu gamle herregård.